# Auswärtiger Dienst
Völkerrechtssubjekte, in der Regel Staaten und auch Internationale Organisationen, bedienen sich zur Pflege ihrer zwischenstaatlichen Beziehungen etwa seit dem 18. Jahrhundert diplomatischer und konsularischer Vertretungen im Ausland, um ihre Interessen im Gastland nach den Regeln des Völkerrechts durchzusetzen. Das an die Vertretungen im Ausland entsandte Personal bildet mit den Bediensteten des Außenministeriums im Heimatstaat den Auswärtigen Dienst des entsendenden Landes.

## Aufgaben
Der Begriff Auswärtiger Dienst ist nicht zu verwechseln mit dem Begriff Diplomatisches Corps, der die Gesamtheit aller ausländischen Diplomaten in einem Gastland bezeichnet.
Die Rechtsbeziehungen zwischen den Gaststaaten und den dort akkreditierten fremden Diplomaten werden durch das Gesandtschaftsrecht geregelt; dieses gewährt ausländischen Diplomaten bestimmte Privilegien steuerlicher Art und insbesondere Schutz vor Vollstreckungsmaßnahmen („Immunitäten“), die im Zusammenhang mit ihrer hoheitlichen (dienstlichen) Tätigkeit stehen.
Ursprünglich als ehrenamtliche Tätigkeit ausgestaltet, setzte die Übernahme des Amtes eines Diplomaten (z. B. als Gesandter) im Ausland voraus, dass der Bewerber über erhebliche Einkünfte verfügte, die es ihm gestatteten, einen repräsentativen Wohnsitz im Ausland zu unterhalten. Hinzu kam notwendigerweise ein persönliches Vertrauensverhältnis zur konstitutionellen Spitze des entsendenden Staates, also in der Regel zu einem König oder Kaiser. Aus dieser Entstehungsgeschichte erklärt sich, weshalb bis ins 20. Jahrhundert hinein der Adel in der Diplomatie nicht nur zahlenmäßig stark vertreten war, sondern auch bestimmte Laufbahnvorrechte genoss. Die früher z. T. großbürgerlichen, heute jedoch von Laufbahnbeamten meist unvollkommen übernommenen Umgangsformen in der Diplomatie rühren ebenso aus der feudalen Entstehungsgeschichte des auswärtigen Dienstes, wie der ihm stets anhaftende Vorwurf der Ämterpatronage.

## Europäische Union
Der Vertrag von Lissabon sieht die Schaffung eines Europäischen Auswärtigen Dienstes (EAD) vor, welcher zunehmend die Europäische Union gegenüber Drittstaaten vertreten und Kompetenzen bündeln soll. Eine Abschaffung der Auslandsvertretungen der einzelnen Mitgliedstaaten ist nicht vorgesehen. Dieser Dienst soll auf den Delegationen der Europäischen Kommission in Drittstaaten aufbauen, die um Personal aus dem EU-Ratssekretariat und den nationalen diplomatischen Diensten ergänzt werden.